# Juan Espinoza Jiménez
Juan Espinoza Jiménez (La Piedad, 11 de maio de 1966) é prelado católico mexicano e ordinário de Aguascalientes.

## Biografia
Juan Espinoza Jiménez foi ordenado sacerdote em 31 de janeiro de 1993 e incardinado. Logo após, foi designado instrutor no Seminário Menor de Morelia e capelão do Hospital Nossa Senhora da Saúde, cargo que ocupou de 1993 a 1996.
Em Roma, de 2001 a 2009, prestou serviços como ajudante na Congregação para os Bispos.
O Papa Bento XVI nomeou-o, em 15 de dezembro de 2010, bispo auxiliar de Morelia e bispo titular de Arpi. O arcebispo de Morelia, Alberto Suárez Inda, o consagrou em 22 de fevereiro do ano seguinte, no Santuário Señor de la Piedad em Morelia; os co-consagrantes foram o arcebispo Christophe Pierre, núncio apostólico no México, e Carlos Suárez Cázares, bispo auxiliar em Morelia.
Em 13 de maio de 2015, em Santo Domingo, os bispos da América Latina e do Caribe o elegeram secretário-geral do Conselho Episcopal Latino-Americano (CELAM) para o período 2015-2019.

Em 23 de dezembro de 2021, o Papa Francisco o nomeou bispo de Aguascalientes. A posse ocorreu em 15 de fevereiro do ano seguinte.